# 奎善
奎善（？年—？年），字元卿，正白旗蒙古人， 光緒五年己卯科繙譯鄉試中式舉人，光緒十六年庚寅恩科繙譯會試中式進士，欽點翰林院庶吉士。陞翰林院侍讀。宣統三年十一月，典禮院直學士